# N-acetilglukozaminilfosfatidillinozitolna deacetilaza
N-acetilglukozaminilfosfatidillinozitolna deacetilaza (EC 3.5.1.89, N-acetil-D-glukozaminilfosfatidilinozitolna acetilhidrolaza, N-acetilglukozaminilfosfatidilinozitolna de-N-acetilaza, GlcNAc-PI de-N-acetilaza, GlcNAc-PI deacetilaza, acetilglukozaminilfosfatidilinozitolna deacetilaza) je enzim sa sistematskim imenom 6-(N-acetil-alfa--glukozaminil)-1-fosfatidil-1-mio-inozitol acetilhidrolaza. Ovaj enzim katalizuje sledeću hemijsku reakciju
6-(-acetil-alfa--glukozaminil)-1-fosfatidil-1-mio-inozitol + 2O {\displaystyle \rightleftharpoons } 6-(alfa-D-glukozaminil)-1-fosfatidil-1-mio-inozitol + acetat
Ovaj enzim učestvuje u drugom koraku glikozilfosfatidilinozitol (GPI) formiranja kod eukariota.

## Literatura
- Nicholas C. Price; Lewis Stevens (1999). Fundamentals of Enzymology: The Cell and Molecular Biology of Catalytic Proteins (Third изд.). USA: Oxford University Press. ISBN 019850229X.
- Eric J. Toone (2006). Advances in Enzymology and Related Areas of Molecular Biology, Protein Evolution (Volume 75 изд.). Wiley-Interscience. ISBN 0471205036.
- Branden C; Tooze J. Introduction to Protein Structure. New York, NY: Garland Publishing. ISBN 0-8153-2305-0.
- Irwin H. Segel. Enzyme Kinetics: Behavior and Analysis of Rapid Equilibrium and Steady-State Enzyme Systems (Book 44 изд.). Wiley Classics Library. ISBN 0471303097.

## Spoljašnje veze
- N-acetylglucosaminylphosphatidylinositol+deacetylase на 